# Caroline Janvier
Pour les articles homonymes, voir Janvier (homonymie).
Caroline Janvier, née le 9 mars 1982 à Nantes, est une femme politique française.
Membre de Renaissance, elle est élue députée dans la deuxième circonscription du Loiret aux élections législatives françaises de 2017. Elle perd son siège de député en 2024.

## Biographie

### Jeunesse et études
Caroline Janvier poursuit des études secondaires à Tours. Admise en classe préparatoire littéraire au lycée Jules-Ferry à Paris, elle intègre l'Institut d'études politiques de Paris sur le campus de Dijon. Elle étudie un an en Russie.

### Parcours professionnel
Une fois diplômée, elle travaille un an et demi au Kenya pour le compte du ministère de l'Économie et des Finances, chargée d'établir des relations entre les assurances françaises et les banques d'Afrique de l'Est. Par la suite, elle s'installe dans le département du Loiret et devient consultante dans le secteur médico-social  .

### Députée
La candidature de Caroline Janvier aux élections législatives de 2017 est retenue par la Commission nationale d'investiture de La République en marche en remplacement du référent départemental pour le Loiret Emmanuel Constantin, dont elle était la suppléante avant que celui-ci soit déclaré inéligible du fait de son activité professionnelle auprès du secrétaire général pour les Affaires régionales.
Le 18 juin 2017, Caroline Janvier, est élue députée de la deuxième circonscription du Loiret en obtenant 51,23 % des voix au second tour face au candidat Les Républicains sortant et ancien maire d'Orléans, Serge Grouard,.
Au Palais Bourbon, elle est membre de la commission des Affaires sociales et de la commission des Affaires européennes.
En juillet 2020, elle est nommée rapporteure thématique de la commission des Affaires sociales sur les volets Autonomie et Médico-social du projet de loi de financement de la Sécurité sociale (PLFSS) pour l'année 2021,. Elle est reconduite à ce poste dans le cadre du PLFSS pour l'année 2022,.
Elle est rapporteure thématique du volet récréatif de la mission d'information commune sur la réglementation des différents usages du cannabis, son rapport ayant été présenté à l'Assemblée nationale le 5 mai 2021,,.
Le 22 février 2022, elle dépose une proposition de loi relative à la prévention de l'exposition excessive aux écrans,,,.
Elle est réelue lors des élections législatives de 2022, en obtenant 55,78 % des suffrages au second tour face à Emmanuel Duplessy (NUPES).
Au premier tour des élections législatives françaises de 2024, elle termine en troisième position avec 23,03 % des voix et se retire au profit du candidat du Nouveau Front populaire afin de battre le Rassemblement national arrivé en tête.
Début 2025, elle est nommée directrice départementale de l’ARS dans le Loir-et-Cher

## Prises de position
Caroline Janvier est considérée comme faisant partie de l’aile gauche de la macronie,,.
Pendant la crise des Gilets jaunes, elle continue à rencontrer les citoyens de sa circonscription, malgré une situation tendue : à cette occasion, elle défend notamment le crédit d'impôt pour la compétitivité et l'emploi (CICE) et la réforme de l'impôt de solidarité sur la fortune (ISF),. Elle se dit défavorable à l'instauration du référendum d'initiative citoyenne et privilégie « d’autres solutions, comme les labs législatifs [qu'elle] organise ». En décembre 2018, elle appelle les Gilets jaunes à arrêter leur mouvement, évoquant le risque que les commerçants montent des « milices » dans le Loiret : après l'avoir interrogée sur cette « phrase-choc », France Bleu estime que celle-ci repose sur des interprétations erronées. À l'approche des élections européennes de 2019, elle se dit « favorable » à une liste de Gilets jaunes à l'occasion de ces élections, considérant comme positif le fait « que des personnes s'engagent dans le jeu démocratique et dans le cadre de nos institutions ».
Elle se dit « choquée » par les propos de sa collègue Aurore Bergé, qui souhaite légiférer pour interdire le port du voile islamique aux mères accompagnatrices lors d'une sortie scolaire ; elle prône la mise en place d'une nouvelle commission Stasi sur le sujet.
Le 24 novembre 2020, elle fait partie des dix députés LREM qui votent contre la proposition de loi relative à la sécurité globale.
En avril 2021, elle fait partie des opposants à la proposition de loi déposée par Olivier Falorni sur l'aide médicalisée à mourir, jugeant « dangereux » d'aller plus loin que la loi relative aux droits des malades et à la fin de vie, dite loi Leonetti, et plaidant pour une meilleure application du cadre actuel.